# Wiata distincta
Wiata distincta är en insektsart som beskrevs av Irena Dworakowska 1981. Wiata distincta ingår i släktet Wiata och familjen dvärgstritar. Inga underarter finns listade i Catalogue of Life.